# روضه راشد
روضة الراشد یک منطقهٔ مسکونی در قطر است که در الشحانیه (شهرداری) واقع شده‌است. روضة الراشد ۳۲٫۲ کیلومتر مربع مساحت دارد.